# 江杨北路站
江杨北路站位于中华人民共和国上海市寶山区江杨北路与绥化路交叉口，是上海地铁3号线的地铁车站，也是其北起讫站。车站位于3号线和4号线共用的江杨北路车辆基地（又名宝钢车辆段）西侧。

## 规划和设计
3号线北延伸早期规划中并无本站，北端终点附近线路走向经过比较后确定为同济路—富锦路，对外运营部分止于铁力路站，铁力路站以西线路为出入库线。但在宝钢车辆段设计过程中，又决定将原设计中职工上下班用的简易站台扩展为一座正式车站，并将车辆段内部的部分线路改为运营正线，即为现在的江杨北路站。

## 车站結構
侧式月台2面2線地面車站。虽然此站有两个站台，但列车采用站前折返方式，通常在南侧站台上下车。原先江杨北路车辆基地仅有正线北侧一处停车库，进出库线路亦接在正线北侧，因而出入库列车通常停靠北侧闲置站台；不过随着车辆基地扩建正线南侧的第二座停车库，2015年2月16至28日间车站临时停运以调整线路布置接入新车库，此后正线南侧新增一道“第三线”，由此南侧站台亦可进行列车出入库。
第三线在实际建设中，由于工程原因较原设计略短，开通后因其中一个信号分割点在车载数据内的位置与实地不匹配导致经过该股道的列车频繁被信号系统扣停。然而阿尔斯通对U200信号系统疏于维护，印度方面多次更新软件也未能修正错误，最终运营方不得不修改实地轨道电路的位置以解决问题。
| 地面层 | 侧式站台           | 侧式站台                                  | 侧式站台 | 侧式站台 |
|        |                    | █ 3号线 备用站台                          |          |          |
|        |                    | █ 3号线 往上海南站（铁力路）              |          |          |
|        | 侧式站台，左侧开门 |                                           |          |          |
|        | 站厅               | 1出入口、票务服务、自动售票机、人工服务台 |          |          |

- 在付费区内拍摄铁轨末端
- 在地铁站外拍摄铁轨末端
- 江杨北路站站台
- 江杨北路站站厅
- 地下换向通道，因北侧站台极少投入使用日常处于关闭状态

## 车站出口
江杨北路站的出入口位于站厅南侧，如下所示：
| 出口编号            | 出口指示         | 照片 |
| ------------------- | ---------------- | ---- |
| 1 · 出口 · （设有） | 富锦路，江杨北路 |      |
| 图例： 设有         |                  |      |

## 接驳换乘情况
江杨北路地铁站开通后，由于配套交通不便，车站周边存在较多非法营运车辆（俗称“黑车”），成为地铁站周边的交通方式之一。2008年7月，位于车站南侧空地的江杨北路综合交通枢纽开工，设有多座公交站台和P+R停车场，至2009年10月基本完工但未能立即投入运营，“成了摆设”。2010年5月底，项目才正式交付公交公司，公交枢纽开通运营，但配套的P+R停车场继续闲置，直到2016年2月对外开放。虽然公交枢纽开通后公交部门新辟了多条线路，但由于班次少且未覆盖月浦农村地区，黑车仍然屡禁不止，通常在出站口即可遇到司机揽客。
目前，公交枢纽站（运营名称“江杨北路绥化路”）内始发的公交线路有：

| 编号 | 编号     | 线路             | 线路 | 线路           | 收费 | 运营商     | 备注       |
| ---- | -------- | ---------------- | ---- | -------------- | ---- | ---------- | ---------- |
|      | 172      | 彭浦新村(保德路) | ⇆    | 江杨北路绥化路 | 2元  | 巴士五公司 | 原彭江线   |
|      | 1609     | 松兰路镇新路     | ⇆    | 江杨北路绥化路 | 1元  | 巴士五公司 |            |
|      | 宝山12路 | 江杨北路绥化路   | ⇆    | 海陆村         | 2元  | 巴士五公司 |            |
|      | 宝山18路 | 江杨北路绥化路   | ⇆    | 集宁路罗宁路   | 2元  | 巴士五公司 | 原淞泾专线 |
|      | 宝山30路 | 泰和路蕰川路     | ⇆    | 江杨北路绥化路 | 2元  | 巴士五公司 |            |
|      | 宝山80路 | 长春村           | ⇆    | 江杨北路绥化路 | 2元  | 巴士五公司 |            |

站外过境江杨北路富锦路站的有（上表线路不重复列出）：

| 编号 | 编号     | 线路           | 线路 | 线路         | 收费 | 运营商     | 备注 |
| ---- | -------- | -------------- | ---- | ------------ | ---- | ---------- | ---- |
|      | 宝山87路 | 水产路同济路   | ⇆    | 塔虹路月盛路 | 2元  | 巴士五公司 |      |
|      | 宝山88路 | 长江南路逸仙路 | ⇆    | 德都路富锦路 | 2元  | 巴士五公司 |      |

江杨北路P+R停车场共有96个停车位，工作日基本可以停满，日均周转率（停车辆次与泊位数量之比）约1.04，即平均每日有100辆车在此停靠。